# Famille Dumont de Chassart
Pour les articles homonymes, voir Dumont et Chassart (homonymie).
La famille Dumont de Chassart est une famille de la noblesse belge. Elle porte le nom du hameau de Chassart.

## Histoire
La famille doit son nom au hameau du village Saint-Amand, Chassart. Cette localité agraire de la province de Hainaut (région wallonne de Belgique) où se sont développées leurs activités agro-industrielles. Dès 1836 les Établissements de Chassart fondés par Auguste Dumont (1794-1876) s'y implantent.
Dans le courant du XIXe siècle les Établissements de Chassart se développent et se modernisent. En 1857 un distillerie à grains est érigée, la modernisation (installation de moteurs électriques) de la sucrerie est opérée en 1878. Une voie ferrée privée est posée dans le domaine. Au cours de la décennie 1880, une malterie et usine de levure voient le jour, de nouveaux procédés chimiques sont introduits contrôlés par des laboratoires, ce qui permet de diversifier les activités par la production d'engrais, la création d'une unité de sélection de semences.
À la suite de ce succès la famille Dumont est anoblie en 1906 et obtiendra le droit de s’appeler Dumont de Chassart en 1908.
En 1963 la famille obtiendra une concession du titre de Baron transmissible par ordre de primogéniture masculine.

## Vènerie
De 1811 à 2000 la famille Dumont de Chassart disposait d’un des rares équipages de Belgique à chasser à cheval. Cet équipage à cheval, nommé "Chassart Chassant" ne chassait que le lièvre, à savoir l’animal le plus difficile à chasser à courre.
L'équipage cessa d'exister en 2000 avec l'interdiction de la chasse à courre en Wallonie

## Personnalités
À cette famille appartiennent :
- Auguste Dumont de Chassart (3 octobre 1859 - 26 août 1921): Sénateur belge, Bourgmestre de Villers-la-Ville.
- Eugène Dumont de Chassart (7 janvier 1840 - 17 février 1908): Sénateur belge, Député à la Chambre des Représentants de Belgique, Bourgmestre de Marbais.
- Emmanuel Dumont de Chassart (21 octobre 1901 - 24 juillet 1944): Bourgmestre de Saint-Amand, responsable de la résistance dans la région méridionale du Brabant et assassiné par les Rexistes en juillet 1944 [6].
- Edmond Dumont (24 octobre 1828 - 20 novembre 1892): Évêque de Tournai
- Francis Dumont de Chassart (25 novembre 1936 - 30 juin 2008): Conseiller communal de la ville de Fleurus.
- Marjorie Dumont de Chassart (28 novembre 1990 - ... ): Conseillère communale de Villers-la-Ville
- Pierre-Emmanuel Dumont de Chassart (20 septembre 1989 - ... ): Conseiller communal d'Overijse
- Adrien Dumont de Chassart (1 mars 2000 - ... ): Golfeur professionel sur le PGA Tour